# Los Alcázares
Los Alcázares es un municipio español de la Región de Murcia, de 19 506 habitantes (INE 2024), situado en la ribera del Mar Menor. Para diversos organismos aparece incluida en la comarca del Campo de Cartagena,
aunque también se suele considerar parte de la Comarca del Mar Menor, a pesar de que no hay una comarcalización oficialmente establecida. Hasta 1983, el municipio se hallaba dividido en dos mitades que pertenecían a Torre-Pacheco y San Javier. A partir de ese año se segrega y unifica.

## Geografía
Integrado en la comarca de Campo de Cartagena, se sitúa a 52 kilómetros de la capital autonómica. El término municipal está atravesado por la autopista del Mediterráneo (AP-7), por la carretera nacional N-332, entre los pK 22 y 28, y por carreteras locales que permiten la comunicación con Torre-Pacheco y San Javier.
Se encuentra situado en la llanura del Campo de Cartagena, ocupando 9 kilómetros en la costa del Mar Menor. En la parte sur se extiende hasta la rambla de El Albujón. La altitud oscila entre los 20 m de altitud y el nivel del mar. El núcleo urbano se alza a 3 m sobre el nivel del mar.
| Noroeste: San Javier | Norte: San Javier | Nordeste: San Javier y Mar Menor |
| Oeste: Torre-Pacheco |                   | Este: Mar Menor                  |
| Suroeste: Cartagena  | Sur: Cartagena    | Sureste: Mar Menor               |

Las áreas territoriales por las que se extiende son tres:
-Núcleo de población conectado a Los Narejos; Zona militar, donde se sitúa la base militar de Los Alcázares y Área industrial, donde destaca el polígono industrial de Los Alcázares.

### Espacios naturales protegidos
Los Alcázares cuenta, dentro de su término municipal, con dos áreas protegidas pertenecientes a los Espacios abiertos e islas del Mar Menor, que poseen las categorías: parque natural, Lugar de Importancia Comunitaria (LIC) y Zona de Especial Protección para las Aves (ZEPA).
- La playa de la Hita se sitúa al norte del municipio en la ribera del Mar Menor. El espacio protegido es compartido con el municipio de San Javier. Se trata de un humedal, formado mayoritariamente por carrizos (Phragmites australis) entre los que anidan aves como las cigüeñuelas, el charrancito, el carricero común o la garza real.[8]
- La Marina del Carmolí. Este espacio se sitúa al sur del término municipal, también sobre la ribera del Mar Menor, y es compartido con el municipio de Cartagena. Se trata de un saladar situado al norte del cerro del Carmolí, cubierto de vegetación halófita (adaptada a suelos cargados de sales), como la sosa (Suaeda vera), la salicornia (Sarcocornia fruticosa), la lechuga de mar (Limonium cossonianum). La comunidad de plantas más importante de este espacio son, por su rareza, los albardinales propios de estepas salinas, integrados por el albardín (Lygeum spartum) y la siempreviva morada (Limonium caesium). En las frecuentes charcas que se forman en el espacio protegido es posible encontrar una especie de pez, endémico de las costas mediterráneas españolas, en grave peligro de extinción, el fartet (Aphanius iberus)

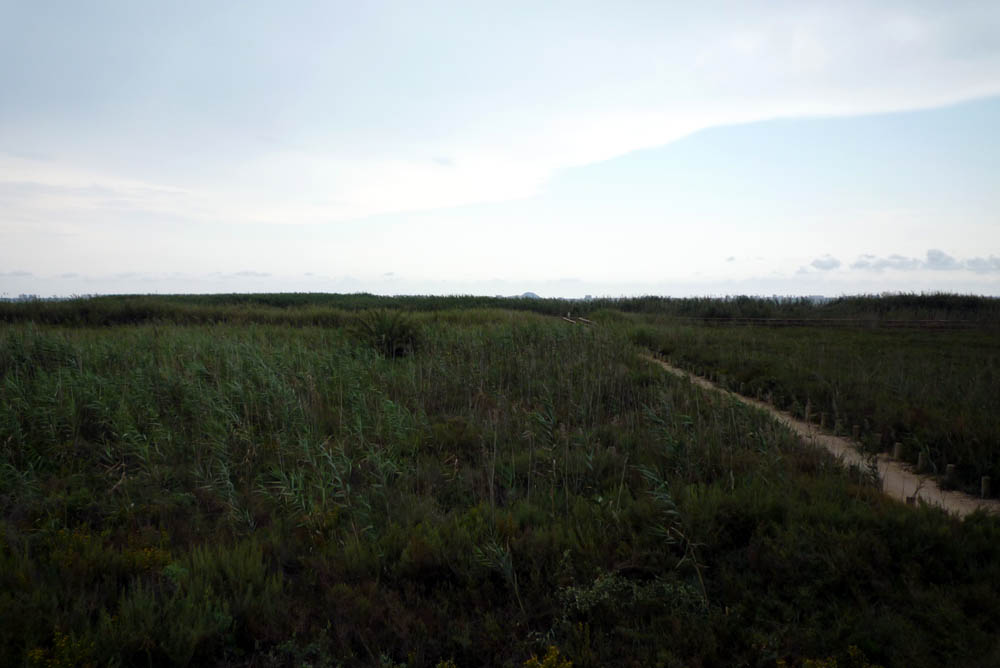
Paraje natural de la Playa de la Hita
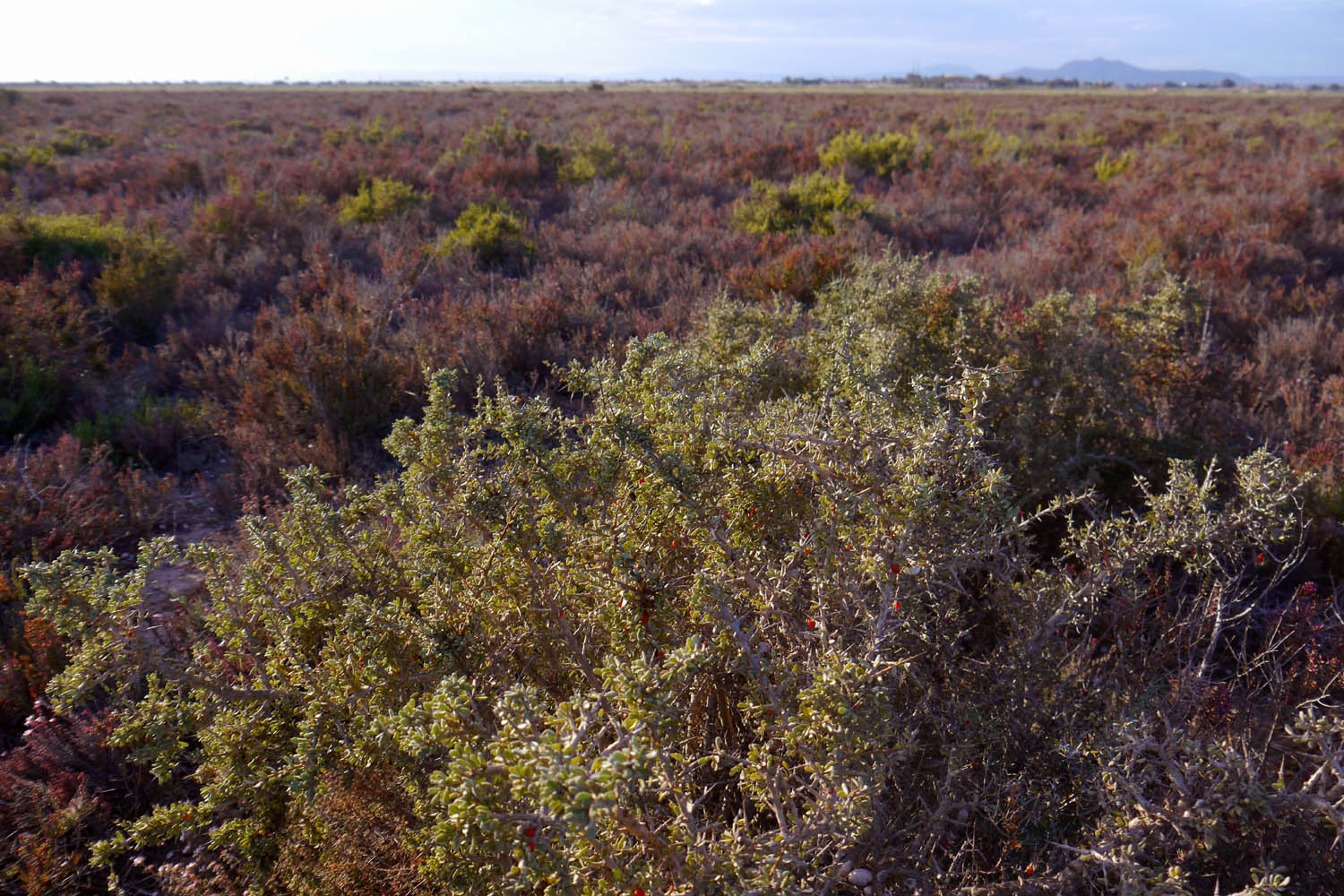
Espacio protegido de la Marina del Carmolí
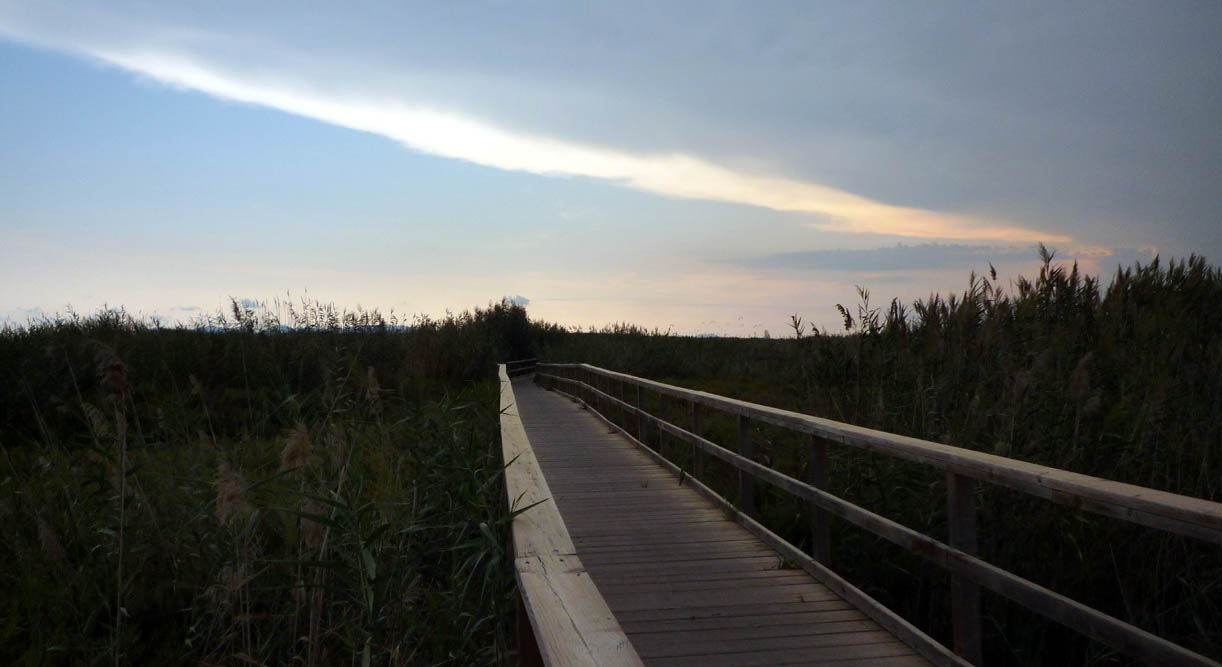
Pasarela en la Playa de la Hita

### Ramblas y canales
La rambla de La Maraña desemboca en Los Alcázares. La Confederación Hidrográfica del Segura tiene previsto realizar en todo el cauce de La Maraña una intervención para convertirlo en una vía verde inundable.
Por otro lado, el municipio linda en su parte sur con la rambla de El Albujón, que realmente es un canal (el D7) en Bocarrambla, su desembocadura.

### Problemas medioambientales
Los Alcázares padece las consecuencias de la degradación del Mar Menor, provocada entre otras causas por el cambio de un modelo de agricultura de secano a una agricultura de regadío en su entorno, que vierte nitratos y produce eutrofización, desarrollando la llamada «sopa verde» y como consecuencia se da la anoxia o ausencia de oxígeno que ocasiona a veces la muerte de peces de la albufera.

### Playas

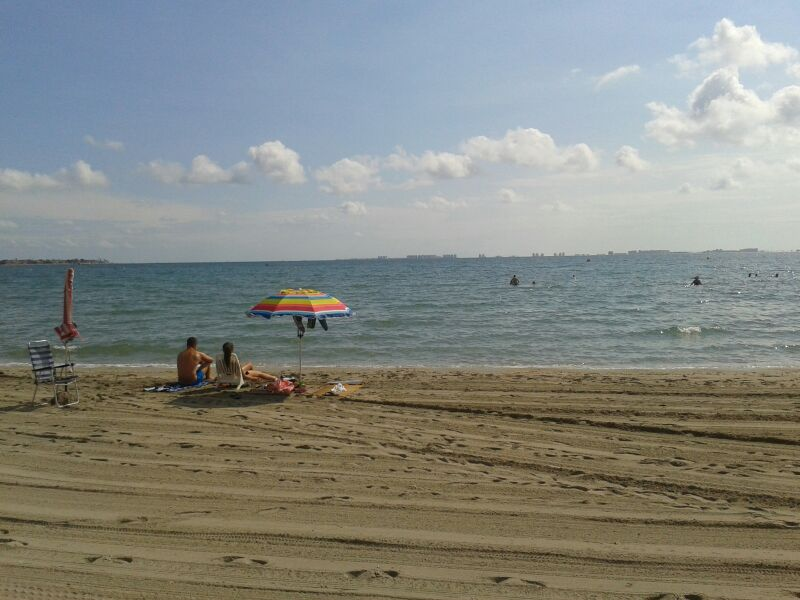
Playa de Manzanares

- Playa de Las Salinas
- Playa de Los Narejos
- Playa de Las Palmeras
- Playa del Espejo
- Playa de Manzanares
- Playa Carrión
- Playa de La Concha
- Playa de La Hita

## Historia
Debe su nombre al vocablo, de origen árabe, al-Kazar (castillo o fortaleza). 

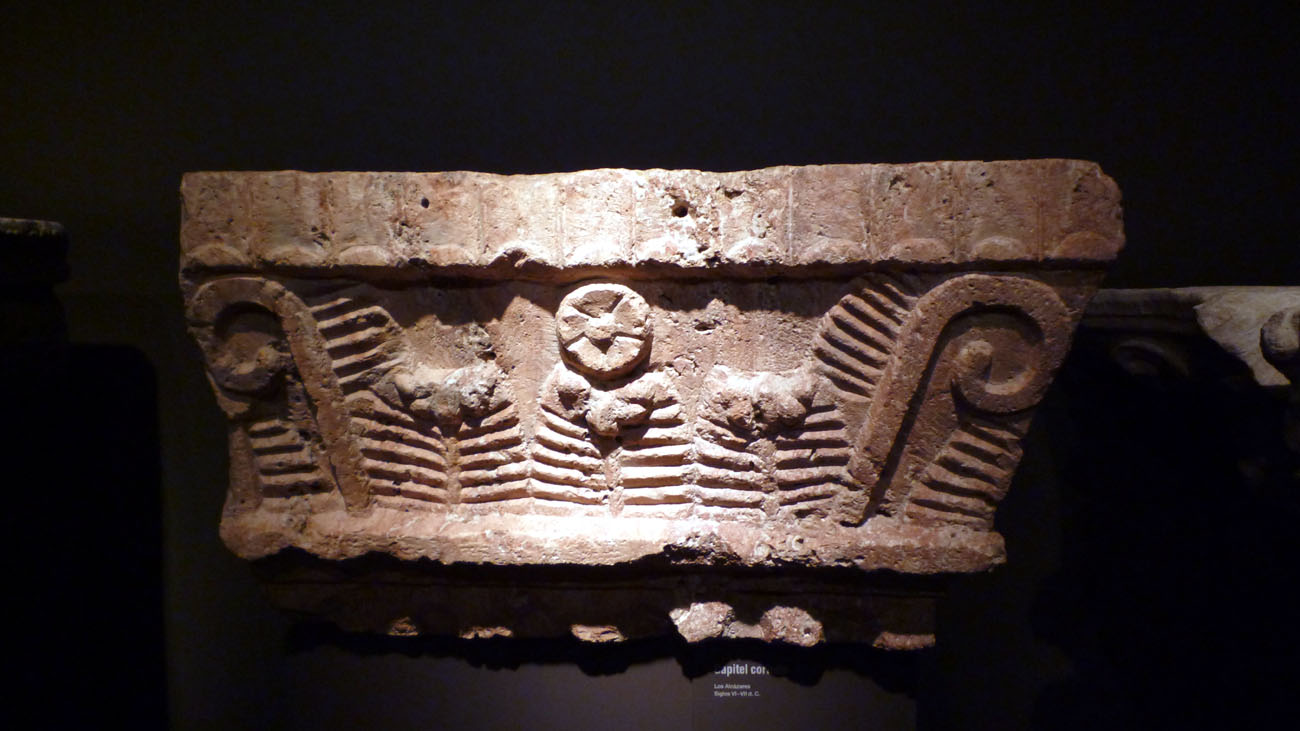
Capitel visigodo procedente de Los Alcázares, expuesto en el Museo de Arqueología de Murcia

Los restos humanos más antiguos que posee el municipio se remontan a un enclave romano cuyos restos arqueológicos fueron declarados Monumento Nacional en 1931, del cual provienen algunas piezas visitables en el Museo Arqueológico de Murcia. Estos vestigios confirman la existencia de una gran villa bajo-imperial, que contaba con termas o balneario, probablemente relacionadas con los procesos curativos atribuidos a las aguas del Mar Menor.
La ocupación de la zona continuó en época islámica. Los musulmanes crearon un núcleo fortificado aprovechando las antiguas termas romanas, elevándolas a la categoría de alcázares moriscos (de donde procedería el nombre de la población). Los hallazgos arqueológicos encontrados acreditan que se trataría del núcleo urbano de mayor antigüedad de los existentes hoy en las riberas del Mar Menor. La nobleza islámica murciana venía a disfrutar de las excelentes propiedades terapéuticas de las aguas marmenorenses.

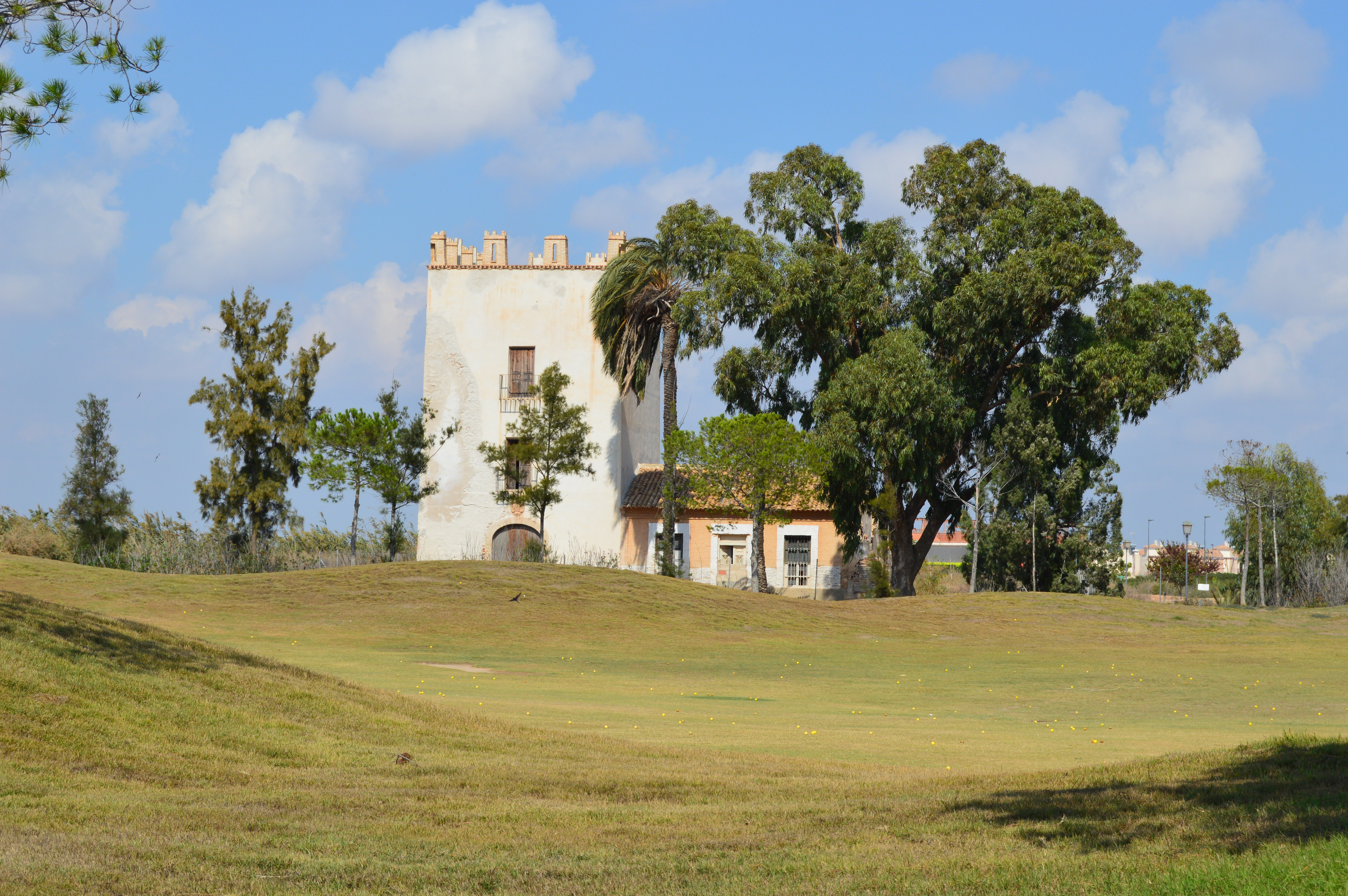
Torre del Rame, antigua torre defensiva construida para hacer frente a los ataques de los moros berberiscos

A finales de la Edad Media y principios de la Moderna, se construyeron una serie de Torres de vigilancia costera para defender la albufera de los ataques de piratas berberiscos. Todavía hoy pueden contemplarse las de Rame, Silva, Blanca, Negro y Saavedra.
A finales del siglo XIX, esta zona del Mar Menor volvió a acoger diferentes residencias veraniegas, construyéndose los antiguos y típicos balnearios de madera sobre el Mar Menor además del Hotel Balneario de la Encarnación (en 1901). Los Alcázares comenzó a desarrollarse como un lugar de veraneo de numerosos huertanos del interior además de la burguesía.
Los Alcázares se convirtió también en una importante localidad de pesca e intercambio de bienes. Otro hito para su desarrollo fue la construcción de la primera Base de Hidroaviones del Ejército español en 1915, hoy día aún en funcionamiento, rehabilitada para el uso del Ejército.
Después de recorrer un largo camino, el Consejo de Estado, por resolución de fecha 14 de julio de 1983, informa favorablemente el expediente de segregación, creándose el Ayuntamiento de Los Alcázares el 13 de octubre de ese año, por el Decreto 77/1983, que crea el municipio, mediante la segregación de parte de los términos de los municipios de Torre-Pacheco y San Javier, alcanzando un importante desarrollo demográfico desde entonces.

## Demografía
Los Alcázares cuenta con una población de 19 506 habitantes (INE 2024).
| Gráfica de evolución demográfica de Los Alcázares entre 1991 y 2021                                                 |
| |
| Población de derecho según los censos de población del INE Población de hecho según los censos de población del INE |

| Nacionalidad | Hombres | Mujeres | Total  | %      | Proporción |
| ------------ | ------- | ------- | ------ | ------ | ---------- |
| Española     | 5514    | 5593    | 11 107 | 63.0 % |            |
| Extranjera   | 3494    | 3002    | 6496   | 36.9 % |            |

## Administración y política
| Partido político                                      | 2023  | 2023  | 2023       | 2019  | 2019  | 2019       | 2015  | 2015  | 2015       | 2011  | 2011  | 2011       | 2007  | 2007  | 2007       |
| Partido político                                      | %     | Votos | Concejales | %     | Votos | Concejales | %     | Votos | Concejales | %     | Votos | Concejales | %     | Votos | Concejales |
| Partido Socialista de la Región de Murcia (PSRM-PSOE) | 68,99 | 3946  | 13         | 47,78 | 2600  | 9          | 32,23 | 1684  | 6          | 33,29 | 1810  | 6          | 50,91 | 2491  | 9          |
| Partido Popular (PP)                                  | 20,75 | 1187  | 3          | 33,35 | 1815  | 6          | 44,69 | 2335  | 8          | 52,51 | 2855  | 9          | 41,73 | 2042  | 7          |
| Vox                                                   | 9,51  | 544   | 1          | –     | –     | –          | –     | –     | –          | –     | –     | –          | –     | –     | –          |
| Ciudadanos (CS)                                       | –     | –     | –          | 10,51 | 572   | 2          | 8,75  | 457   | 1          | –     | –     | –          | –     | –     | –          |
| Izquierda Unida (IU)                                  | –     | –     | –          | 2,52  | 137   | 0          | 12,54 | 655   | 2          | 6,73  | 366   | 1          | 6,15  | 301   | 1          |
| Unión Progreso y Democracia (UPyD)                    | –     | –     | –          | –     | –     | –          | –     | –     | –          | 5,89  | 320   | 1          | –     | –     | –          |

## Cultura

### Cultura
Entre las instalaciones culturales del municipio destacan:
El Museo Aeronáutico Municipal, que se aloja en un edificio construido en 1934 como refugio para obreros. Se trata de una colección fotográfica, paneles explicativos y diversas piezas relacionadas con el aeródromo de Los Alcázares y su historia, desde 1915 hasta la actualidad.
La biblioteca municipal Miguel Galindo Saura, donde destaca el espacio infantil y la sala de estudio.

### Deporte
Centro Técnico Deportivo (CTD)Los Narejos
El centro técnico deportivo Infanta Cristina Mar Menor. C.T.D. situado en Los Narejos, dentro del municipio de Los Alcázares, es un centro de concentraciones permanentes de Federaciones, concentraciones de clubs o equipos en periodo de pretemporada o en cualquier momento de la competición. En él se realizan entrenamientos de deportistas de Alto Nivel, desarrollo de cursos de orientación deportiva: Seminarios, Másteres y cualquier otra actividad relacionada con el deporte, como las organizadas por el Ayuntamiento de Los Alcázares, sobre todo en las épocas de buen tiempo como primavera o verano, aprovechando el ambiente que el clima mediterráneo aporta positivamente al turismo.

### Gastronomía
La gastronomía de Los Alcázares destaca ante todo por su sencillez, su riqueza y variedad de ingredientes. El plato más típico es el caldero, cocinado con pescados y arroz. El nombre de Caldero lo toma del recipiente en el que se cocina que tiene forma cóncava y posee una o dos asas. También se consumen los productos de la agricultura murciana con los que se preparan platos típicos como los michirones o el zarangollo. Lo más destacado de la gastronomía local es el consumo de pescados como la dorada o el mújol y de los langostinos del Mar Menor. Entre los postres se consume gran variedad de fruta, el pastel de cierva y el tocino de cielo.

## Servicios

### Comunicaciones

#### Carreteras
El municipio dispone de varias conexiones desde la AP-7 (autovía del Mediterráneo) y las vías RM-F34 (Santiago de la Ribera), RM-F27 (Roda y Dolores), RM-F26 (Los Camachos), RM-F30 (Torre-Pacheco) y RM-F54 (Los Urrutias). El casco urbano es atravesado por la N-332.

#### Autobús
Urbano
Dispone de la línea 1, una ruta operada por la empresa Travelpym que une el casco urbano con los diferentes barrios del municipio.
Interurbano
El servicio de viajeros por carretera del municipio se engloba dentro de la marca Movibus, el sistema de transporte público interurbano de la Región de Murcia (España), que incluye los servicios de autobús de titularidad autonómica.
| Línea | Recorrido                                                                              | Recorrido                                                                              | Recorrido                                                                              | Operador       |
| ----- | -------------------------------------------------------------------------------------- | -------------------------------------------------------------------------------------- | -------------------------------------------------------------------------------------- | -------------- |
| 46    | San Pedro del Pinatar - San Javier - Los Alcázares - Cabo de Palos                     | San Pedro del Pinatar - San Javier - Los Alcázares - Cabo de Palos                     | San Pedro del Pinatar - San Javier - Los Alcázares - Cabo de Palos                     | ALSA (TUCARSA) |
| 47    | Cartagena - Los Alcázares - San Javier - Santiago de la Ribera - San Pedro del Pinatar | Cartagena - Los Alcázares - San Javier - Santiago de la Ribera - San Pedro del Pinatar | Cartagena - Los Alcázares - San Javier - Santiago de la Ribera - San Pedro del Pinatar | ALSA (TUCARSA) |

Además, presta servicio la siguiente línea interurbana:
| Línea   | Recorrido                                            | Operador |
| ------- | ---------------------------------------------------- | -------- |
| MUR-055 | Murcia - Torre-Pacheco - Los Alcázares - Los Narejos | Interbus |

#### Tren y avión
La estación de tren más cercana es la de Torre-Pacheco, a 14 km. El Aeropuerto Internacional de la Región de Murcia se encuentra a 40 km.

## Ciudades hermanadas
- Cartagena, España[16]
- Korçë, Albania[17]
- Myszków, Polonia